# さよならガール
『さよならガール』は、センチメンタル・バスの2枚目のスタジオ・アルバム。2000年8月2日発売。
ヒットシングル「Sunny Day Sunday」を含む4枚のシングルを収録。アルバムチャートでは初のトップ10入りを記録したが、年内にバンドは解散し、それ以降ベスト・アルバム等のリリースもないので、現在最後にリリースしたアルバムとなっている。

## 収録曲
1. Sunny Day Sunday
  - 作詞:赤羽奈津代/作曲:鈴木秋則

4枚目のシングル。
2. サイクリングビート330
  - 作詞:赤羽奈津代/作曲:鈴木秋則

5枚目の両A面シングルの1曲。
3. さよならガール
  - 作詞:赤羽奈津代/作曲:鈴木秋則
4. SUMMER TIME KIDS STORY
  - 作詞:赤羽奈津代/作曲:鈴木秋則

7枚目のシングル。
5. 飛行機雲とチワゲンカ
  - 作詞:赤羽奈津代/作曲:鈴木秋則
6. 400.000.000ロック
  - 作詞:赤羽奈津代/作曲:鈴木秋則
7. WEED CROWN
  - 作詞:赤羽奈津代/作曲:鈴木秋則

5枚目の両A面シングルの1曲。
8. YELLOW TRAIN
  - 作詞作曲:赤羽奈津代
9. Silver Snow
  - 作詞作曲:赤羽奈津代
10. 月の空ライダース
  - 作詞:赤羽奈津代/作曲:鈴木秋則
11. マニアック問題
  - 作詞:赤羽奈津代/作曲:鈴木秋則

6枚目のシングル。
12. 半ズボン
  - 作詞:赤羽奈津代/作曲:鈴木秋則